# Ammi-saduqa
Ammi-saduqa (... – 1626 a.C.) è stato un sovrano babilonese dell'antico periodo babilonese.
Fu il decimo sovrano della prima dinastia babilonese e regnò per 20 anni (dal 1646 al 1626 a.C. secondo la cronologia media, dal 1582 al 1562 a.C. secondo la cronologia bassa).

## Biografia
Le fonti indicano che gli anni del suo regno furono abbastanza pacifici e che tale sovrano si impegnò in una serie di opere pubbliche, quali l'ampliamento di templi e la costruzione di un muro alla foce dell'Eufrate.
Durante il suo regno si cominciarono a registrare le informazioni astronomiche (in particolare gli orari di levata e di tramonto di Venere) che sono riportati nella Tavoletta di Venere di Ammi-saduqa, che è una copia di età neoassira di quei dati.